# Municipio de Viljandi
El municipio de Viljandi (estonio: Viljandi vald) es un municipio estonio perteneciente al condado de Viljandi.

## Localidades (población año 2011)
- Aidu 115
- Aindu 46
- Alustre 47
- Ämmuste 15
- Anikatsi 102
- Auksi 62
- Eesnurga 23
- Heimtali 202
- Hendrikumõisa 60
- Holstre 193
- Intsu 128
- Jakobimõisa 58
- Jämejala 457
- Järtsaare 51
- Järveküla 53
- Jõeküla 48
- Kaavere 103
- Kalbuse 18
- Kannuküla 42
- Kärstna 234
- Karula 217
- Kassi 27
- Kibeküla 29
- Kiini 21
- Kiisa 31
- Kingu 16
- Kivilõppe 35
- Koidu 66
- Kokaviidika 16
- Kolga-Jaani 393 p
- Kookla 44
- Kuressaare 67
- Kuudeküla 38
- Laanekuru 22
- Lalsi 94
- Lätkalu50
- Leemeti47
- Leie 173
- Loime 26
- Lolu 49
- Loodi 126
- Luiga 34
- Mäeltküla 86
- Mähma 105
- Maltsa 36
- Marjamäe 16
- Marna 42
- Matapera 134
- Meleski 70
- Metsla 38
- Mõnnaste 69
- Moori 40
- Muksi 15
- Mustapali 41
- Mustivere 185
- Mustla 818 p
- Odiste 62
- Oiu 54
- Oorgu 49
- Otiküla14
- Pahuvere 88
- Paistu 327
- Päri 450
- Parika 28
- Pärsti 145
- Peetrimõisa 288
- Pikru 42
- Pinska172
- Pirmastu 36
- Põrga 52
- Porsa 63
- Puiatu 220
- Pulleritsu 53
- Raassilla 32
- Ramsi 633 p
- Raudna 24
- Rebase 18
- Rebaste 10
- Ridaküla 33
- Rihkama 28
- Riuma 38
- Roosilla 36
- Ruudiküla 44
- Saareküla 55
- Saarepeedi 295
- Savikoti 130
- Sinialliku 151
- Soe 261
- Sooviku 34
- Suislepa 231
- Sultsi 116
- Surva 33
- Taari 40
- Tagamõisa 27
- Taganurga 57
- Tänassilma 146
- Tarvastu95
- Tinnikuru 89
- Tobraselja 79
- Tohvri 72
- Tömbi 32
- Tõnissaare 21
- Tõnuküla 57
- Tõrreküla 16
- Turva 28
- Tusti 120
- Ülensi96
- Unametsa 56
- Uusna 336
- Vaibla 40
- Väike-Kõpu 36
- Välgita 112
- Valma 119
- Väluste 70
- Vanamõisa 30
- Vanausse 39
- Vanavälja 63
- Vana-Võidu 418
- Vardi 210
- Vardja 211
- Vasara 54
- Veisjärve 31
- Verilaske 98
- Viiratsi 1,332 p
- Viisuküla 44
- Vilimeeste 51
- Villa 148
- Vissuvere 48
- Võistre 72
- Vooru 65[1]

(p: pueblo; c: ciudad; el resto son aldeas).